# Mistrzostwa Włoch w piłce nożnej (1898)
Mistrzostwa Włoch w piłce nożnej 1898 (wł. Campionato Italiano di Football) – były pierwszą edycją najwyższej klasy mistrzostw Włoch w piłce nożnej organizowanych przez FIF, rozegranych w ciągu jednego dnia w Turynie 8 maja 1898 roku i zakończonych zwycięstwem Genoa CFC.

## Organizacja
Najsilniejsze zespoły, które były członkami założycielami Federazione Italiana Football - FIF (od 1909 FIGC), zostały zaproszone do uczestniczenia w rozgrywkach. W tym czasie były to kluby z Turynu Internazionale Torino, FBC Torinese i RS Ginnastica Torino oraz Genoa CAC. Jednak dzisiejszy rekordowy mistrz Juventus Turyn, który w tym czasie był wyraźnie przyćmiony przez trzy uczestniczące kluby z Turynu, nie został uwzględniony.
Turniej odbył się 8 maja 1898 roku na Velodromo Umberto I w Turynie. Półfinałowe pary odbyły się rano, a po południu spotkali się dwaj zwycięzcy. Zwycięzca otrzymał jako trofeum Coppa Duca degli Abruzzi, które wręczył mu książę Abruzji Luigi Amedeo di Savoia-Aosta, bratanek króla Umberto I. Mecze odbyły się na oczach około 100 widzów, którzy płacili 197 lirów za miejsce.

## Kluby startujące w sezonie
| Klub                  | Miasto | Region  |
| --------------------- | ------ | ------- |
| Genoa CAC             | Genua  | Liguria |
| RS Ginnastica Torino  | Turyn  | Piemont |
| Internazionale Torino | Turyn  | Piemont |
| FBC Torinese          | Turyn  | Piemont |

## Półfinały
8 maja. Stadio Motovelodromo Umberto I w Turynie.
Internazionale Torino - FBC Torinese 2:1. Bramki Interu strzelili Gordon Thomas Savage i Edoardo Bosio.
8 maja. Stadio Motovelodromo Umberto I w Turynie.
Genoa CFC - Ginnastica Torino 2:1. Bramki: Norman Victor Leaver i Giovanni Bocciardo oraz Red.

## Finał
8 maja, godz. 15:00 na Stadio Motovelodromo Umberto I w Turynie.
Genoa CFC - Internazionale Torino 2:1 (dogr.). Bramki: James Richardson Spensley i Norman Victor Leaver oraz Edoardo Bosio.
Genoa CAC została mistrzem Włoch. Ostatni mecz rozegrała w składzie: James Richardson Spensley, Norman Victor Leaver, Giovanni Bocciardo, Henri Dapples, Silvio Piero Bertollo, John Quertier Le Pelley, Ettore Ghiglione, Enrico Pasteur II, Fausto Ghigliotti, Ernesto De Galleani i William Baird.